# Adolf von Nickisch-Rosenegk
Adolf von Nickisch-Rosenegk (* 17. Juli 1836 in Stargard in Pommern; † 10. März 1895 in Magdeburg) war ein deutscher Verwaltungsbeamter und Parlamentarier.

## Leben
Adolf von Nickisch-Rosenegk legte sein Abitur an der Landesschule Pforta ab und studierte an der Ruprecht-Karls-Universität Heidelberg, der Friedrichs-Universität Halle und der Friedrich-Wilhelms-Universität zu Berlin Rechtswissenschaft und Kameralwissenschaft. 1856 wurde er Mitglied des Corps Neoborussia Berlin. 1857 schloss er sich dem Corps Marchia Halle an. Nach dem Studium trat er in den preußischen Staatsdienst. Als Landwehrleutnant nahm er 1866 an der Schlacht bei Königgrätz teil und wurde dabei schwer verwundet. Nach seiner Genesung wurde er 1868 Amtshauptmann des Amtes Neuhaus. 1872–1874 verwaltete er das Landratsamt im damals geteilten Kreis Weststernberg. 1874 wurde er zum Landrat des Landkreises Düsseldorf ernannt. Noch im selben Jahr wechselte er als Landrat in den Kreis Saatzig. Im Juli 1888 wurde er zum Stellvertreter des Regierungspräsidenten in Danzig ernannt. Zuletzt lebte er wieder in Stargard. Von Nickisch-Rosenegk gehörte 1879–1888 dem Preußischen Abgeordnetenhaus an. Er war als Mitglied der Konservativen Partei Abgeordneter des Wahlkreises 4 des Regierungsbezirks Stettin (Pyritz, Saatzig).
Seine Ehefrau Larissa Sophie Luise von Geibler (1843–1911), Tochter der Hermine Freiin von Puttkammer und des Gutsherrn Theodor von Geibler-Klein Küssow, entstammte der briefadeligen Familie von Geibler mit Gutsbesitz in Hinterpommern, im Kreis Pyritz. Die Hochzeit war 1862 in Stargard. Larissa und Adolf von Nikisch-Rosenegk hatten mehrere Töchter. Larissa starb nach drei Jahren 1874. Die ältere Tochter Elisabeth (1869–1946) heiratete 1899 den Zeitungsverleger und Buchdruckereibesitzer Ernst von Zitzewitz.
1880 wurde Adolf von Nickisch-Rosenegk als Ehrenritter in den Johanniterorden aufgenommen.